# Marija Istomina
Marija Aleksejevna Istomina (ryska: Мария Алексеевна Истомина), född 20 mars 1997, är en rysk längdskidåkare som debuterade i världscupen den 9 december 2017 i Davos i Schweiz. Hon tog sin första pallplats i världscupen när hon ingick i det ryska lag som kom tvåa i damernas stafett i Beitostølen i Norge, den 9 december 2018.
Istomina vann guld på 10 km fristil vid Juniorvärldsmästerskapen i nordisk skidsport 2019.